# کادئم هاردیسون
کادئم هاردیسون (به انگلیسی: Kadeem Hardison) (زاده ۲۴ ژوئیه ۱۹۶۵) بازیگرآمریکایی است.
از فیلم‌های معروف او می‌توان به بازی در فیلم ساقدوش، مردان سفید نمی‌توانند بپرند اشاره کرد.